# Xung Qu
Der Xung Qu, alternative Schreibweise: Xiongqu, ist ein ca. 57 km langer rechter Nebenfluss des Lhobrak Chhu im autonomen Gebiet Tibet.
Der Fluss wird an der Nordflanke des Himalaya-Hauptkamms auf einer Höhe von etwa 5500 m von einem Gletscher unterhalb des Nordkamms des 6902 m hohen Melunghi Kang gespeist. Der Xung Qu fließt in überwiegend östlicher Richtung durch das Gebirge. Flankiert wird er im Norden vom Gebirgsmassiv des 7538 m hohen Kula Kangri, im Süden vom Himalaya-Hauptkamm, der entlang der bhutanesischen Grenze verläuft. Der Fluss nimmt das Schmelzwasser zahlreicher Gletscher auf. Bei Flusskilometer 20 passiert er die am Südufer gelegene Gemeinde Se. Bei Flusskilometer 14 trifft ein größerer Nebenfluss von Nordwesten auf den Xung Qu. Dieser mündet schließlich auf einer Höhe von etwa 3260 m in den Lhobrak Chhu. Das im Kreis Lhozhag gelegene Einzugsgebiet erstreckt sich über eine Fläche von etwa 990 km².